# ⵌ
Ne pas confondre avec le croisillon (signe) #, le dièse ♯.
ⵌ, appelée yaj touareg, yaz ou yaẕ, est une lettre du tifinagh. Elle représente la consonne fricative alvéolo-palatale voisée /ʒ/ dans les langues touarègues au Niger, la consonne fricative dentale voisée /z/ en tamasheq à Ghat en Libye, la consonne fricative dentale voisée pharyngalisée /zˤ/ en tamahaq en Algérie.

## Représentations informatiques
Le yaz peut être représenté avec les caractères Unicode suivant :
| représentations | chaînes de caractères | points de code | descriptions                 |
| --------------- | --------------------- | -------------- | ---------------------------- |
| ⵌ               | ⵌ                     | U+2D4C         | lettre tifinaghe yaj touareg |